# Hunebedcentrum
Het Hunebedcentrum is een archeologisch museum in het Drentse dorp Borger, op een steenworp afstand van het grootste hunebed van Nederland.

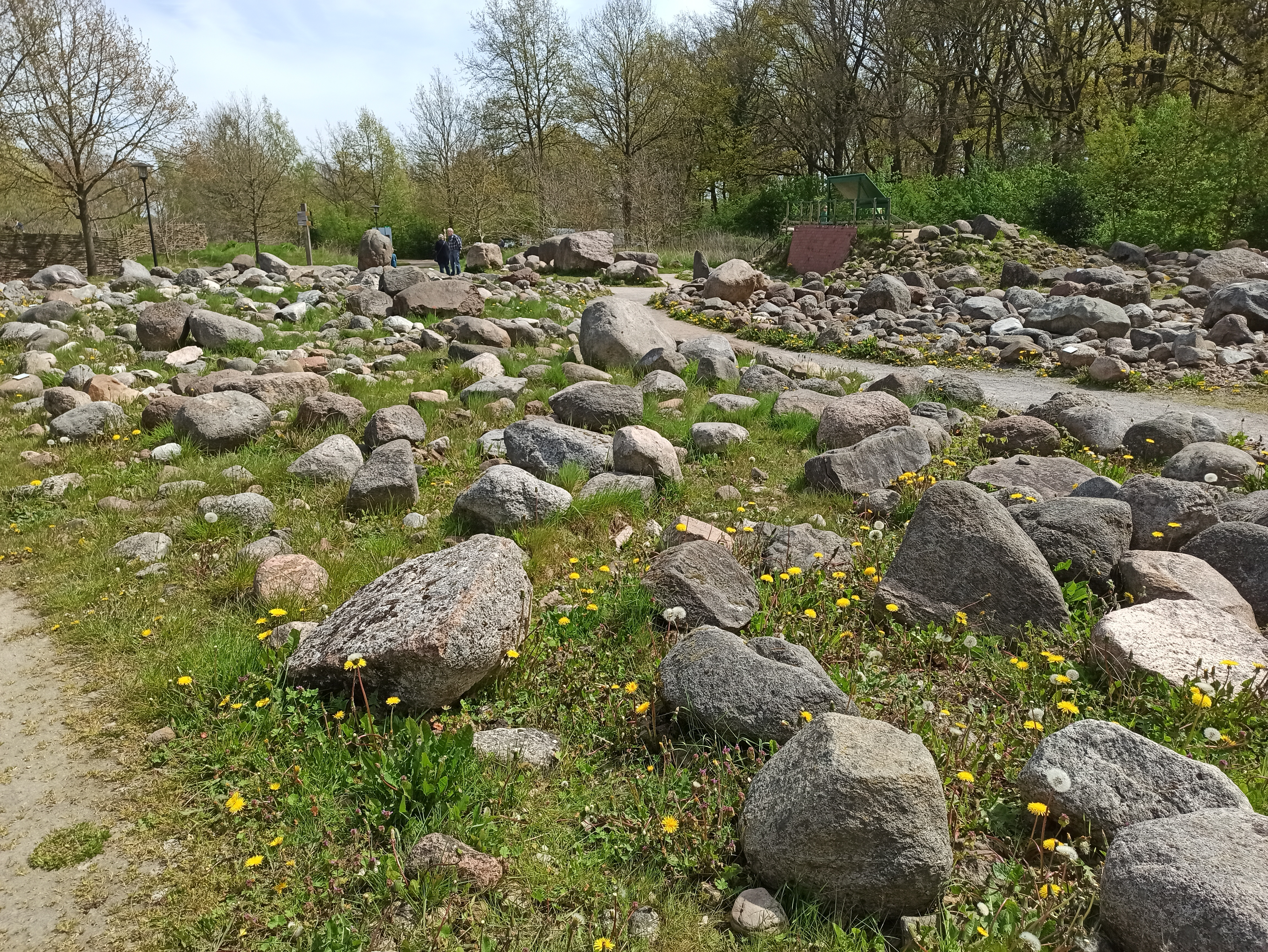
Keientuin

Het museum beschikt over een museumwinkel, een museumcafé en een kenniscentrum. Op het terrein van het Hunebedcentrum staat een Oertijdpark, onder andere met een reconstructie van een steentijdhuis en een keientuin.

## Geschiedenis
Het Hunebedcentrum maakt deel uit van de stichting Borger, Prehistorisch Hart van Nederland, opgericht in 1959. Het museum begon in 1982 in het Armenwerkhuis aan de Bronnegerstraat in Borger. In 1984 kreeg het de naam Nationaal Hunebedden Informatiecentrum. Op 27 mei 2005 werd een geheel nieuw Hunebedcentrum geopend door prinses Margriet. Het schetsontwerp van het nieuwe gebouw werd gemaakt door de architect Aldo van Eyck, bekend van onder meer het Burgerweeshuis in Amsterdam. Hij overleed in 1999. Zijn weduwe Hannie van Eyck-van Roojen heeft samen met architect Abel Blom het oorspronkelijke ontwerp gerealiseerd. Het restaurant is gemeubileerd met stoelen en tafels ontworpen door Alvar Aalto. Na november 2015 onderging het centrum wederom een facelift.

## Collectie
Het Hunebedcentrum vertelt het verhaal over de hunebedden en de hunebedbouwers in vaste en tijdelijke tentoonstellingen. In januari 2019 heeft het Hunebedcentrum een nieuwe expositie gelanceerd. De inrichting van het museum is door een team van archeologen, ontwerpers en museumdeskundigen ontwikkeld. Een museumbezoek wordt ingeleid door de film Plaats Delict Steentijd in het auditorium de Pingo. In deze film wordt het vak van archeologie gekoppeld aan het werk van rechercheurs. Beiden zoeken sporen, beiden reconstrueren. In de expositie zijn de leefomstandigheden van een familie hunebedbouwers te zien. Met verschillende diorama's krijgt de bezoeker een beeld van leven in de nieuwe steentijd. Centraal in het Hunebedcentrum is een gedetailleerde reconstructie van het hunebed D26 opgebouwd, met de complete, in 1970 door archeoloog Jan Albert Bakker opgegraven inventaris ervan. Deze inventaris bevat meer dan 150 potten trechterbekeraardewerk. In het museum staat ook een kleiner type graf: de steenkist uit Heveskesklooster. Het hierbij behorende hunebed G5 is echter niet in Borger ondergebracht, maar in het Muzeeaquarium Delfzijl nabij de plek waar hunebed en steenkist in 1982 zijn opgegraven.
Naast de vaste collectie biedt het Hunebedcentrum plaats aan tijdelijke exposities van bijzondere nationale en internationale aspecten van de prehistorie. Het Hunebedcentrum is tevens kennispoort van het Hondsrug UNESCO Global Geopark. In het kenniscentrum wordt de ontstaansgeschiedenis van dit landschap verteld. Een verhaal van 150.000 jaar geschiedenis.

## Oek

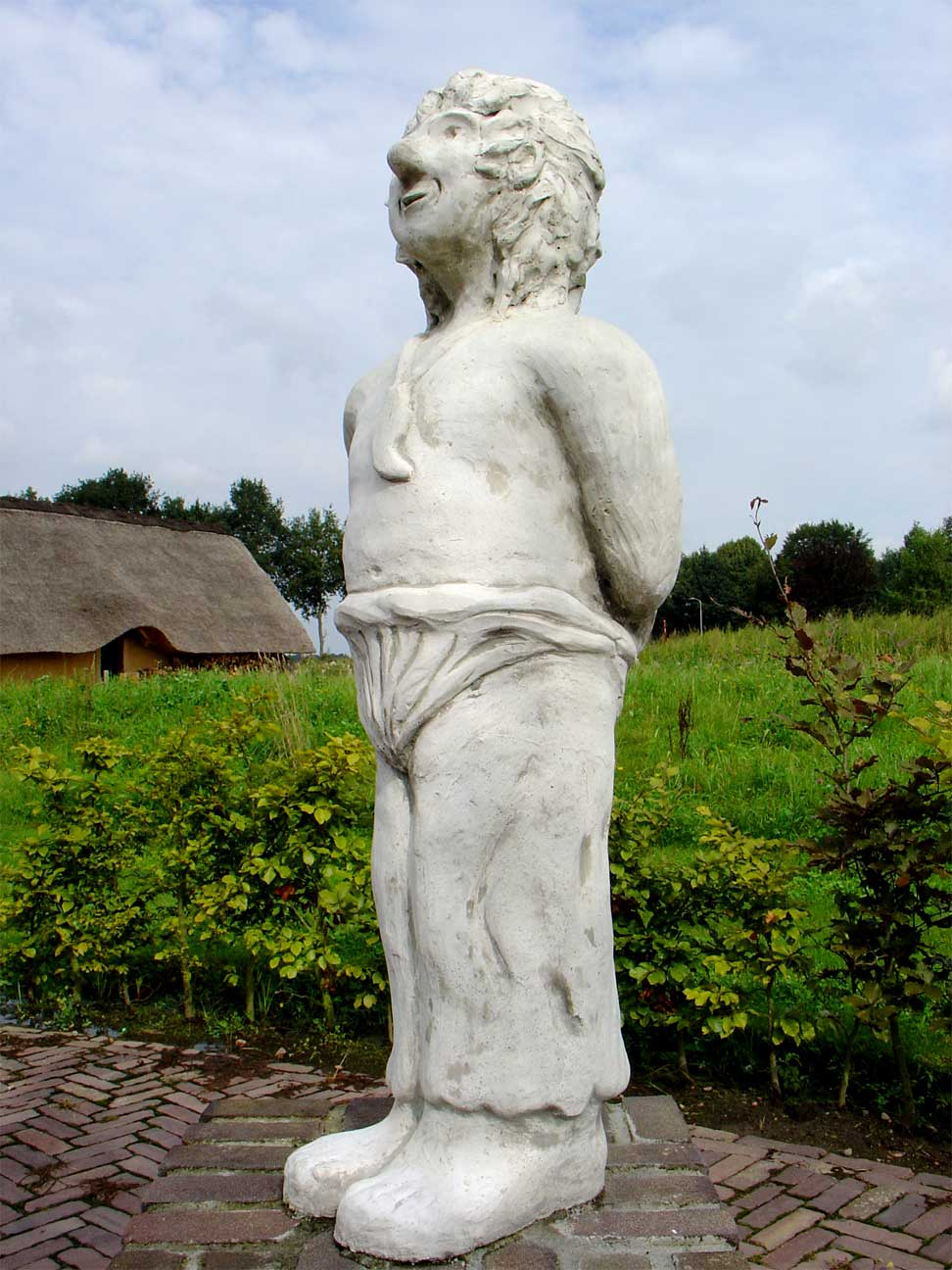
Oek, beeld van Yvonne van Oorde

Om de prehistorie te doen leven voor kinderen heeft het Hunebedcentrum de verhalen bedacht van Oek, kind van hunebedbouwers. Zij worden geschreven door oud-directeur Hein Klompmaker met tekeningen van Roelof Wijtsma.

## Galerij

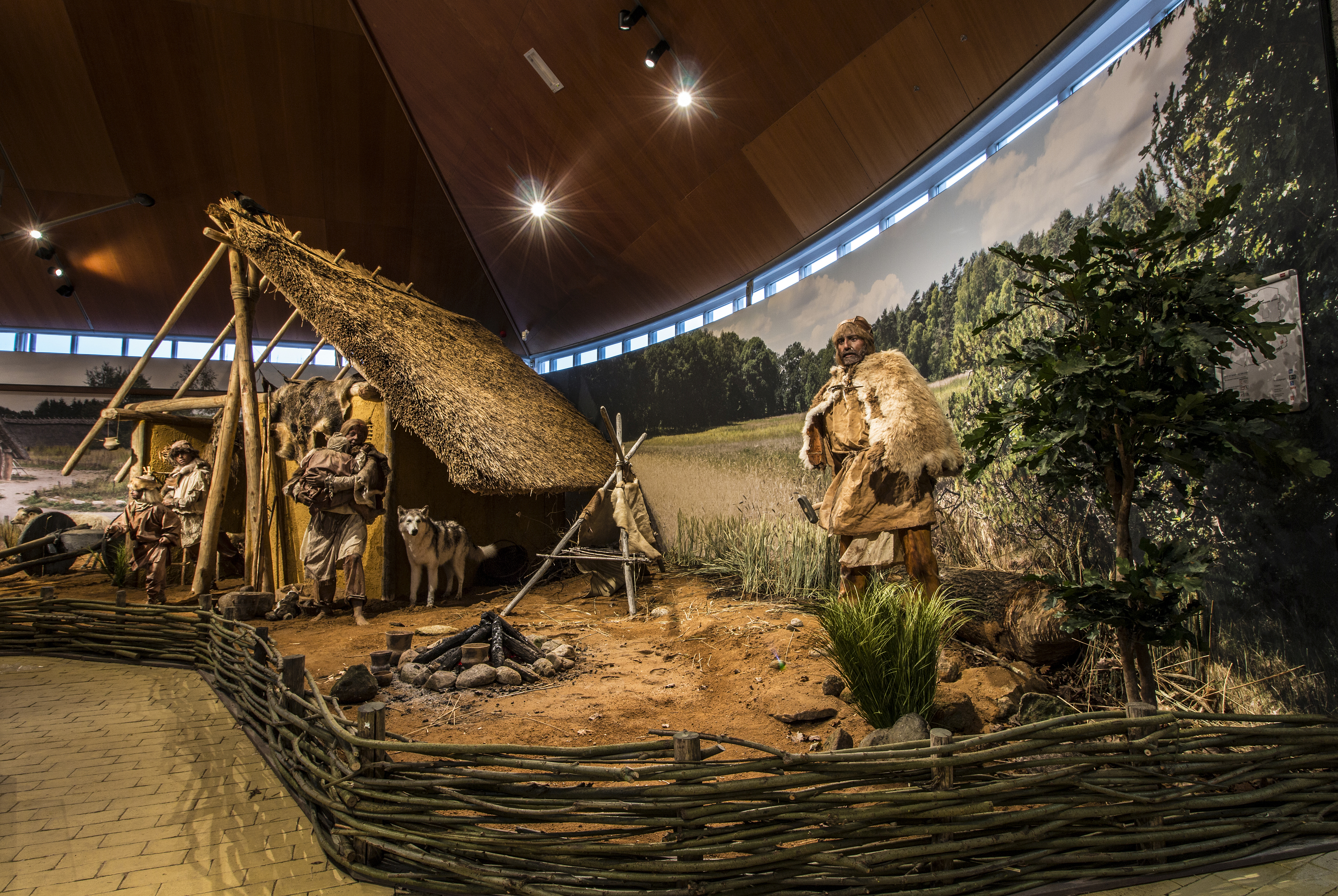
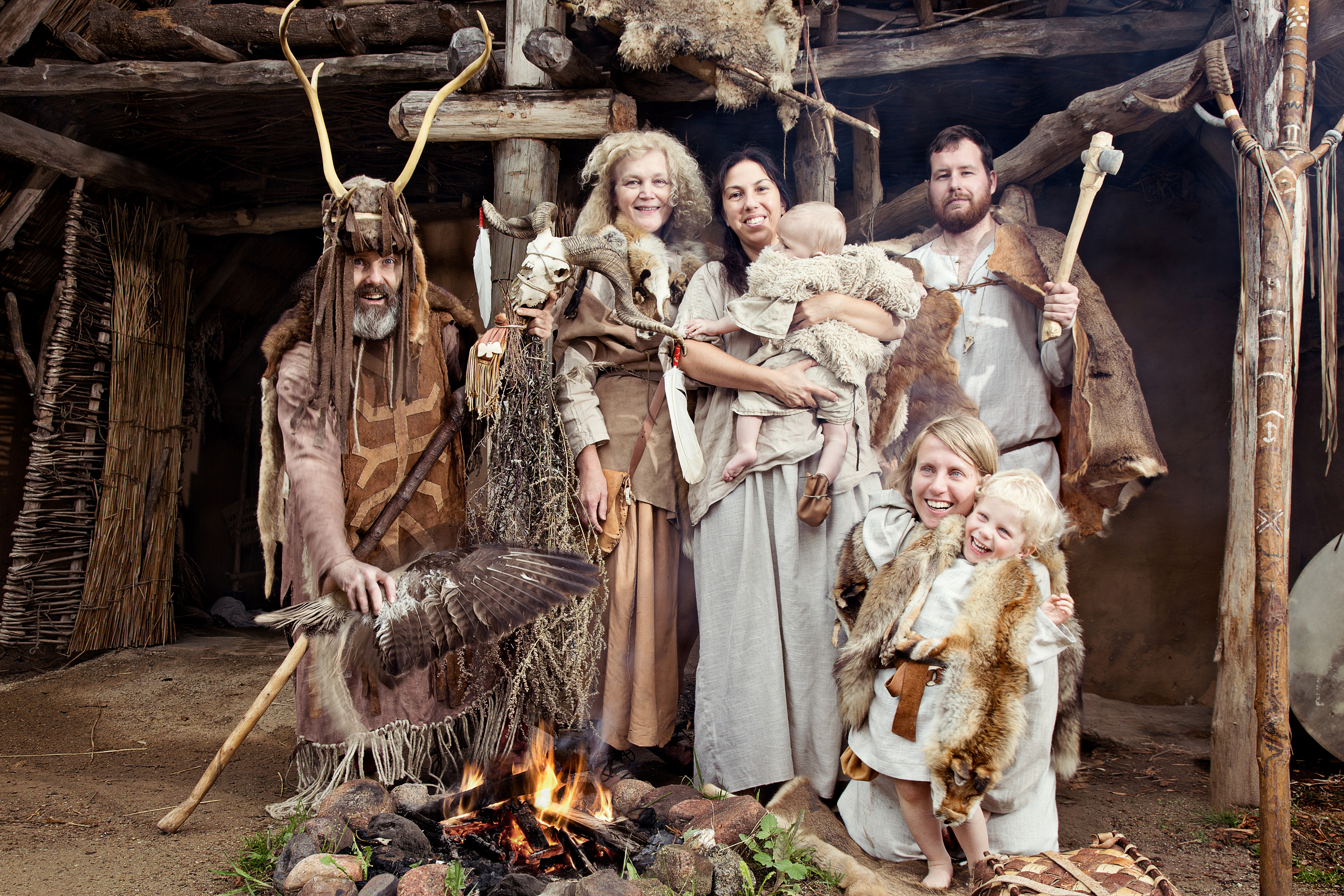
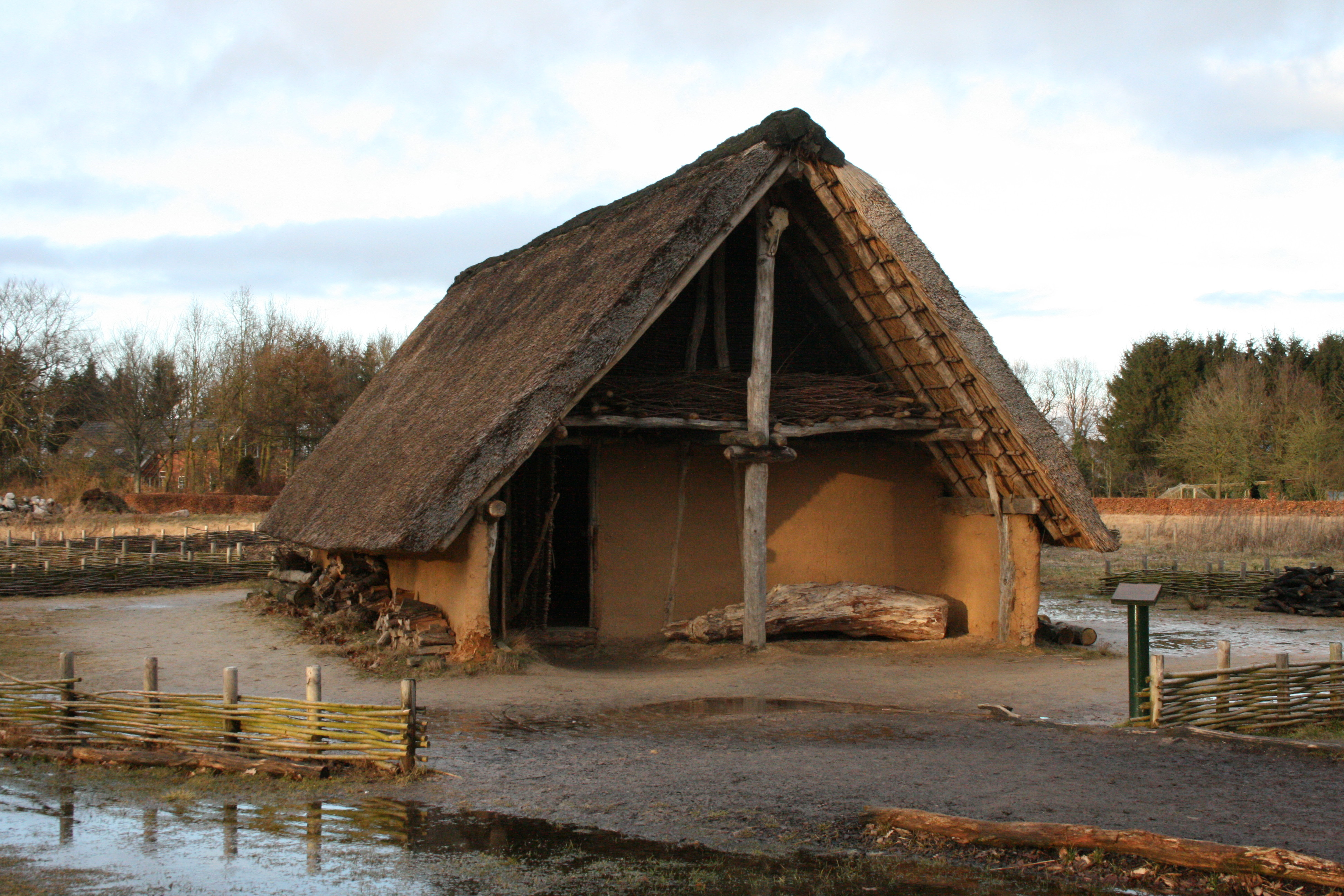
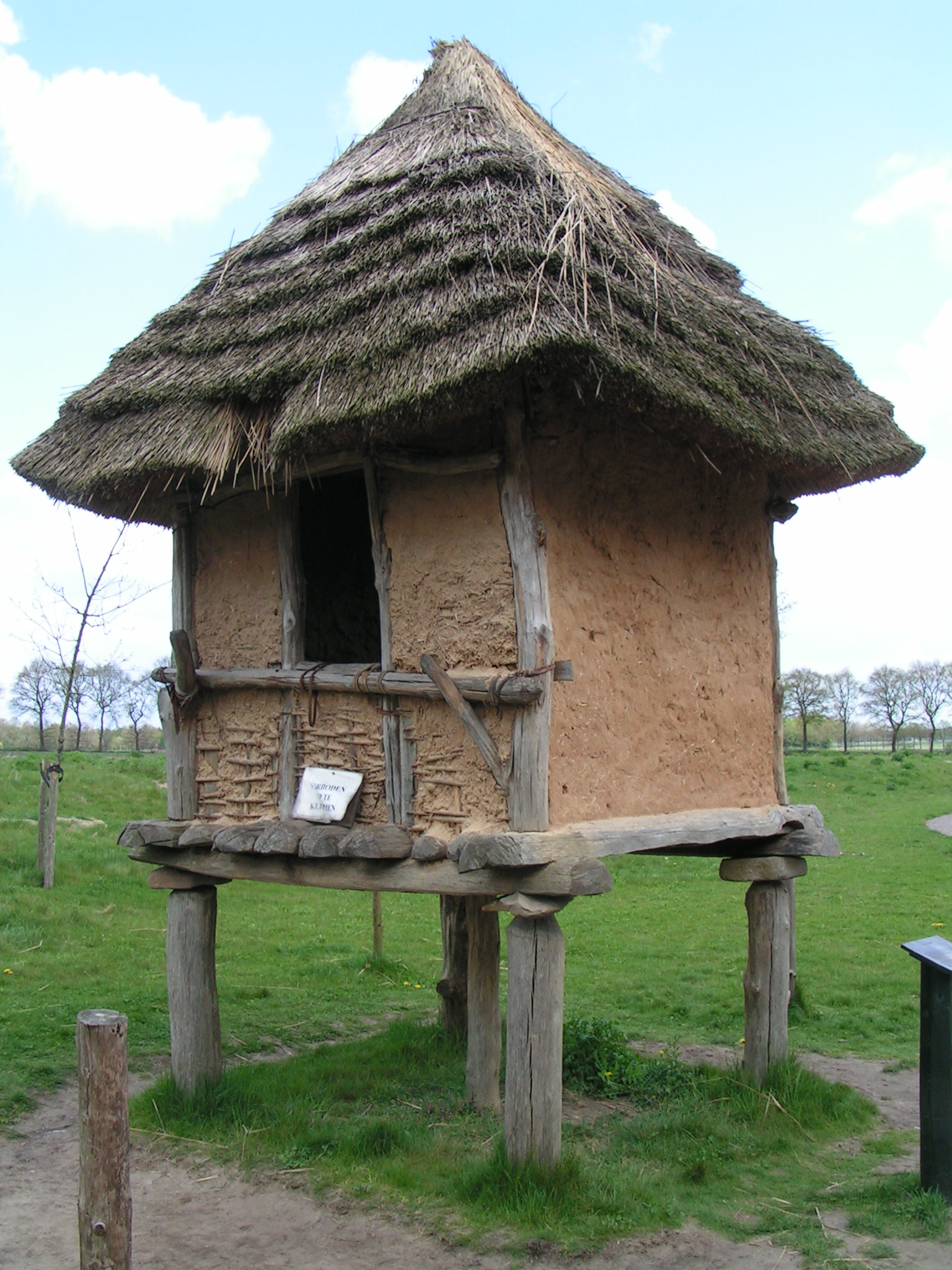
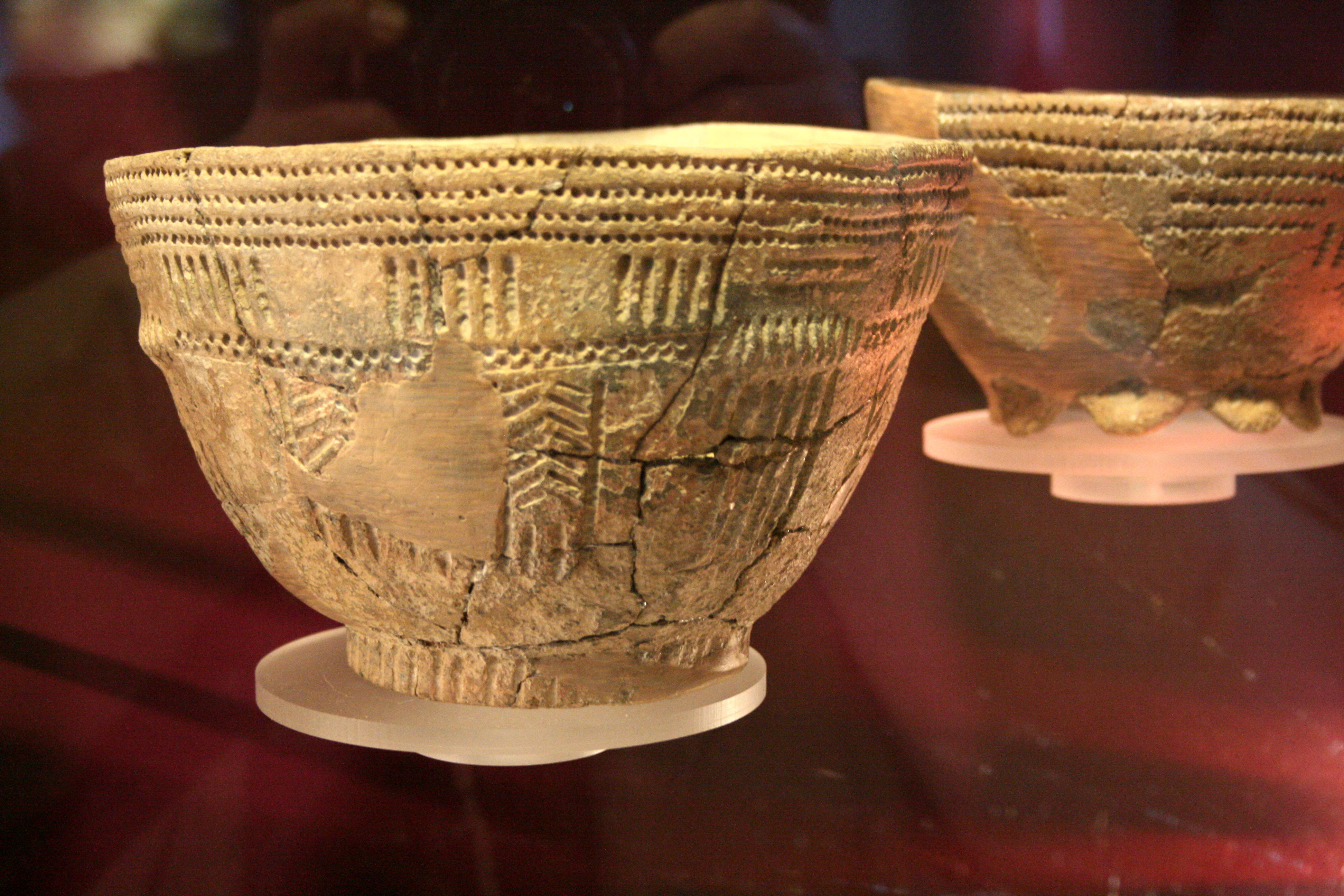
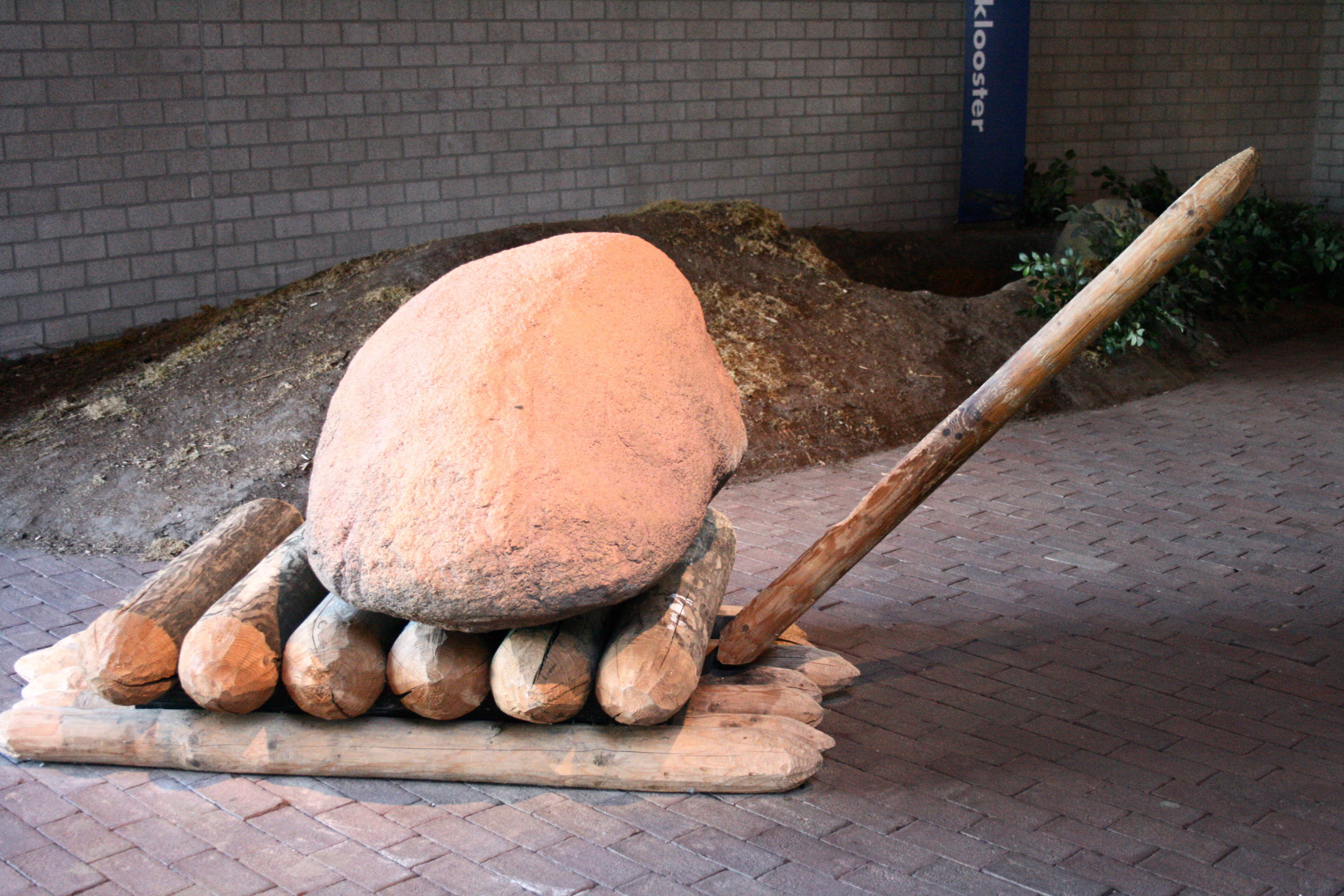

## Onderscheidingen
- 2008 - VriendenLoterij Museumprijs